# Petit-Couronne
Petit-Couronne település Franciaországban, Seine-Maritime megyében. Lakosainak száma 8738 fő (2022. január 1.). Petit-Couronne Le Grand-Quevilly, Canteleu, Grand-Couronne, Oissel, Saint-Étienne-du-Rouvray és Val-de-la-Haye községekkel határos.

## Népesség
A település népességének változása:
| Lakosok száma | 9097 | 8742 | 8874 | 8619 | 8655 | 8693 | 8732 | 8688 | 8738 |
|               | 2013 | 2015 | 2016 | 2017 | 2018 | 2019 | 2020 | 2021 | 2022 |